# Zenarchopterus novaeguineae
Zenarchopterus novaeguineae is een straalvinnige vissensoort uit de familie van de Zenarchopterida. De wetenschappelijke naam van de soort is voor het eerst geldig gepubliceerd in 1913 door Weber.